# Tantonville
Tantonville ist eine französische Gemeinde mit 655 Einwohnern (Stand 1. Januar 2022) im Département Meurthe-et-Moselle in der Region Grand Est. Sie gehört zum Arrondissement Nancy und zum Gemeindeverband Pays du Saintois.

## Geografie
Die Gemeinde Tantonville liegt etwa 20 Kilometer südlich von Nancy, zwischen Vézelise und Haroué. Das Bodenrelief des 8,14 km² umfassenden Gemeindegebietes westlich des Madontales fällt von Südwesten nach Nordosten hin allmählich ab. Acht Kilometer südlich von Tantonville erhebt sich in der Landschaft Saintois die markante Colline de Sion mit dem Turm Signal de Vaudémont auf 541 Meter über dem Meer. Tantonville liegt in einem landwirtschaftlich intensiv genutzten Gebiet, lediglich im Süden hat die Gemeinde einen Anteil von 80 ha an einem Waldgebiet.
Nachbargemeinden von Tantonville sind: Omelmont und Gerbécourt-et-Haplemont im Norden, Affracourt im Osten, Xirocourt und Praye im Süden, Forcelles-Saint-Gorgon und Quevilloncourt im Westen sowie Vézelise im Nordwesten.

## Geschichte
Teile der Kirche in Tantonville stammen aus dem 14. Jahrhundert. Einen großen Aufschwung erlebte das Bauerndorf 1839, als die Brüder Tourtel hier eine Brauerei gründeten (brasserie Tourtel), die noch heute existiert. In der Toutel-Brauerei arbeitete man im 19. Jahrhundert unter anderem mit Spontangärung und führte zahlreiche Neuerungen ein. 1873 bis 1874 forschte hier auch Louis Pasteur, nach dem eine Straße in Tantonville benannt wurde.

### Bevölkerungsentwicklung
| Jahr      | 1962 | 1968 | 1975 | 1982 | 1990 | 1999 | 2006 | 2014 | 2022 |
| Einwohner | 491  | 567  | 582  | 623  | 651  | 600  | 623  | 641  | 655  |

Der Aufschwung durch die Brauerei Toutel lässt sich auch an den Einwohnerzahlen ablesen, die von 1881 bis 1906 über 1000 lag. Seit 1968 ist die Einwohnerzahl weitgehend stabil geblieben. Im Jahr 1891 wurde mit 1337 Bewohnern die bisher höchste Einwohnerzahl ermittelt. Die Zahlen basieren auf den Daten von cassini.ehess und INSEE.

## Wirtschaft und Infrastruktur
In der Gemeinde sind acht Landwirtschaftsbetriebe ansässig (Getreideanbau, Milchwirtschaft). Ein Teil der Einwohner von Tantonville lebt von kleinen Handwerksbetrieben oder arbeitet in der ansässigen Brauerei. Im Nebenerwerb werden in Tantonville und Umgebung Obstschnäpse gebrannt.
In Tantonville kreuzen sich zwei alte Chausseen: die heutige Départementsstraße 913 (Nancy-Mirecourt) in Nord-Süd-Richtung und die Départementsstraße 9 (Vézelise-Lunéville) in West-Ost-Richtung. Zehn Kilometer in Richtung Osten hat Tantonville einen Anschluss an die autobahnähnliche Nationalstraße 57 (Metz–Nancy–Épinal). Der Bahnhof Tantonville 1500 Meter nördlich des Ortskerns liegt an der Bahnlinie Nancy–Mirecourt–Merrey.

## Sehenswürdigkeiten
- Kirche Saint-Rémy
- Schloss der Brauereigründer Tourtel

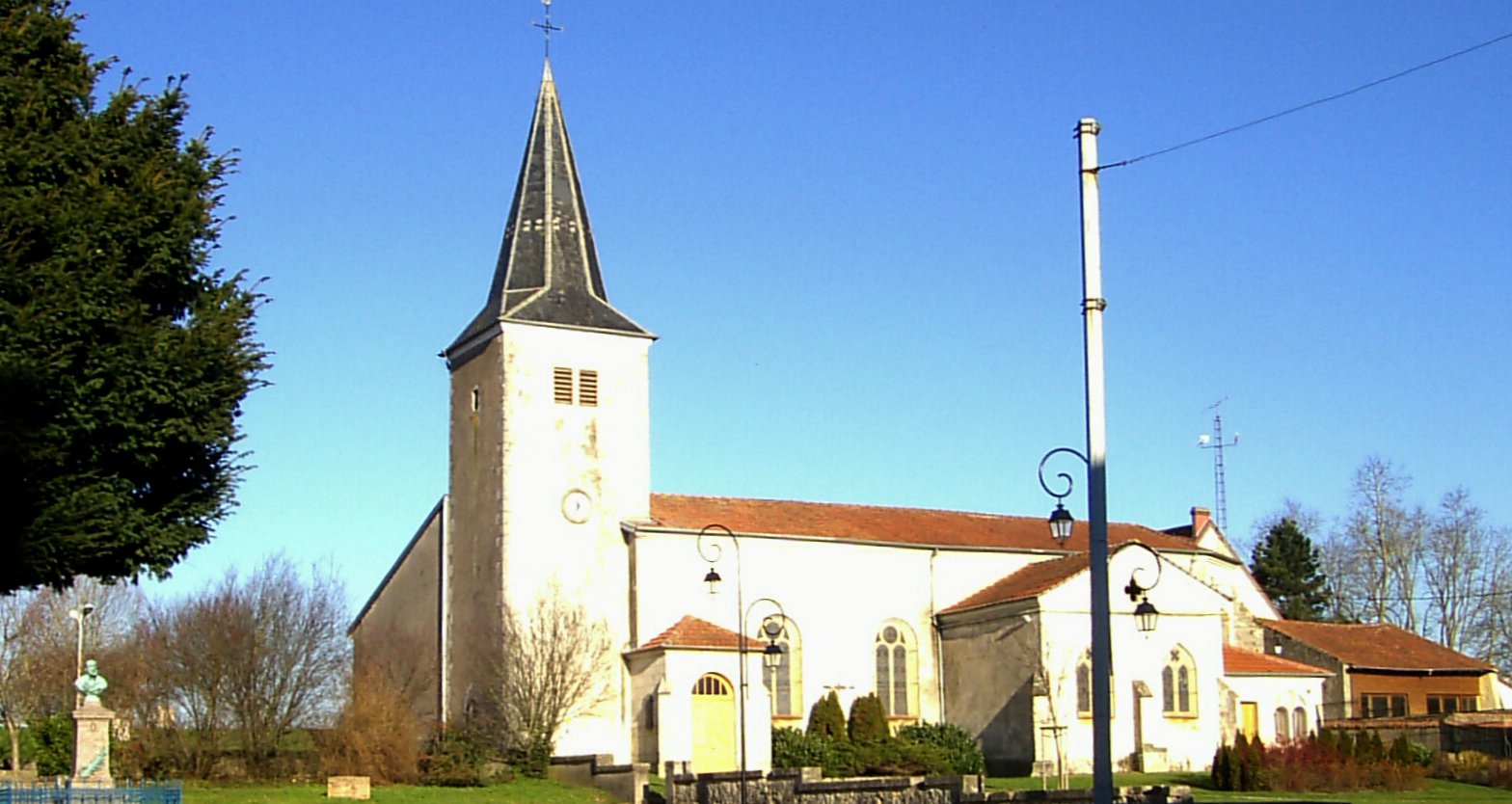
Kirche Saint-Rémy
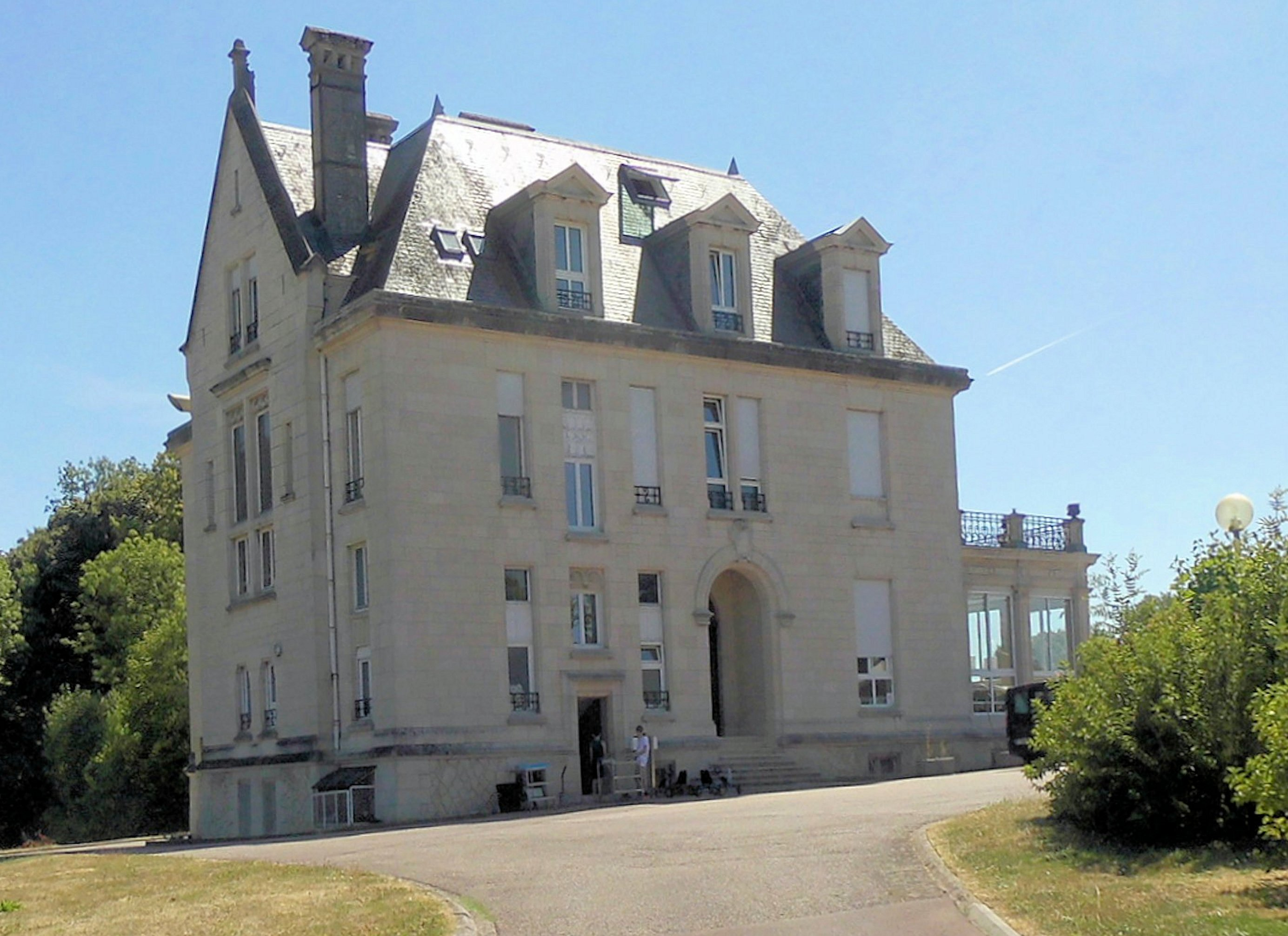
Schloss Tourtel, heute Jugendfreizeitheim

## Belege
1. ↑  Tantonville auf cassini.ehess
2. ↑  Tantonville auf INSEE
3. ↑  Landwirtschaftsbetriebe auf annuaire-mairie.fr (französisch)